# Bremswerk
Ein Bremswerk ist eine maschinelle Einrichtung, die bei Förderung an Bremsbergen dafür sorgt, dass die niedergehenden Wagen verzögert werden. Bremswerke ähneln im Aufbau sehr stark den im Bergbau verwendeten Häspeln, sie werden auch als Bremshaspel bezeichnet.

## Aufbau
Auf einer gelagerten Welle befindet sich ein Seilträger, über den das Seil geführt wird:
- Bei kleineren Bremsbergen werden nur kurze Seile benötigt, sodass oftmals nur ein Rundbaum verwendet wurde.
- Bei größeren Bremswerken werden Seilkörbe verwendet, auf die die Seile aufgewickelt werden. Beide Seile sind entgegengesetzt aufgewickelt, sodass jeweils ein Seil abgewickelt wird, wenn das andere aufgewickelt wird.
- Es gibt auch Bremswerke, bei denen Bobinen als Seilträger verwendet werden.[3]
- Es gibt auch Bremswerke, die eine liegend angeordnete Scheibe haben. Diese Scheibe ist mit einer Rille versehen, in der sich ein brandsicheres Reibungsfutter befindet. Bei dieser Bauweise wird die Bremskraft durch Reibung übertragen.[4]

Bei sämtlichen Konstruktionen ist eine Bremse vorhanden, die im unbetätigten Zustand aufliegt (Eigensicherheit bzw. Fail-safe).

### Bremse
Bei kleineren Bremswerken wurde die Bremse aus Holz gefertigt, bei größeren aus Gusseisen. Bei Bremswerken aus Eisen sind das Bremsband oder die Bremsbacken aus hitzebeständigem Material gefertigt, hierfür wurden in der Regel Asbestklötze oder ein Asbestgurt verwendet. Die Bremsen sind selbsttätig ausgeführt: sie werden durch ein angehängtes Gewicht geschlossen.
Als Bremsen werden eingesetzt:
- Backenbremsen; bei hölzernen Backenbremsen drücken ausgekehlte Hölzer gegen die Bremsscheibe. Es gibt einseitige und zweiseitige Backenbremsen, zweiseitige haben eine bessere Bremswirkung.
- Scheibenbandbremsen; bei ihnen legt sich ein Bremsband um den Umfang der Bremsscheibe. Bei größeren Bremsen sind die Bremsbänder zweigeteilt.[5]

## Bedienung
Bedient wurde das Bremswerk von einem Bergmann, der entsprechend seiner Tätigkeit Bremser genannt wurde. Um die angekoppelten Wagen in Bewegung zu versetzen, musste die Bremse des Bremswerks gelüftet werden. Hierfür musste das Gewicht, welches die Bremse blockierte, angehoben werden. Dies geschah, je nach Ausführung des Bremswerks, über ein Fuß- oder einen Handhebel. Um die herabgehende Last abzubremsen, musste nur der Hebel losgelassen werden, und das Gewicht zog die Bremse wieder zu.